# 호법론
호법론(護法論)은 서울특별시 중구에 있는 고려시대의 목판본 책이다. 1981년 3월 18일 대한민국의 보물 제702호로 지정되었다.

## 개요
호법론(護法論)은 송나라에서 불교배척론이 일어나자 장상영이라는 사람이 유교·불교·도교의 학설을 내세워 불법을 지키기 위해 펴낸 것이다.
이 책은 닥종이에 찍은 목판본으로 한 권의 책으로 엮어졌으며, 크기는 세로 23.2cm, 가로 14.8cm이다. 책 끝에 있는 이색(李穡)이 쓴 발문(跋文:책의 내용과 그에 관련된 일을 간략하게 적은 글)을 통해, 고려 우왕 5년(1379)에 고승 환암(幻庵)의 명으로 승준(僧俊)과 만회(萬恢)가 충주 청룡사에서 다시 간행한 것임을 알 수 있다.
이 책은 각법이 정교하고 자획이 닳은 것이 없으며 인쇄가 선명한 점으로 미루어 판각 당시에 인출(印出)된 것임을 알 수 있는 책이다. 즉 목판에 새기고 나서 바로 찍어낸 것으로 보인다.

## 참고 자료
- 호법론 - 국가유산청 국가유산포털